# Eisschnelllauf-Mehrkampfeuropameisterschaft 2012
Die 108. Eisschnelllauf-Mehrkampfeuropameisterschaft (37. der Frauen) wurde vom 6. bis 8. Januar 2012 in der ungarischen Hauptstadt Budapest ausgetragen. Die Wettbewerbe fanden auf einer Freilufteisbahn im Stadtpark statt, so dass Wind und wechselnde Temperaturen eine Rolle spielten.
Bei den Frauen gewann die Titelverteidigerin Martina Sáblíková erneut den Titel. Sie holte damit ihren vierten Sieg bei Mehrkampfeuropameisterschaften. Silber ging an Claudia Pechstein, die über die abschließenden 5000 Meter noch an Ireen Wüst vorbeizog, die Bronze gewann. Bei den Männern setzte sich Sven Kramer souverän durch und gewann seinen insgesamt fünften Titel. Silber ging an seinen Landsmann Jan Blokhuijsen, Bronze an Håvard Bøkko.

## Teilnehmende Nationen
- 51 Athleten, 23 Frauen und 28 Männer, nahmen an der Meisterschaft teil. Insgesamt waren 17 Nationen vertreten.

| Teilnehmende Nationen (Frauen/Männer)                                                       | Teilnehmende Nationen (Frauen/Männer)                                                          | Teilnehmende Nationen (Frauen/Männer)                                  |
| ------------------------------------------------------------------------------------------- | ---------------------------------------------------------------------------------------------- | ---------------------------------------------------------------------- |
| Österreich (1/1) Belgien (1/2) Belarus (1/1) Tschechien (2/1) Dänemark (1/0) Finnland (0/1) | Frankreich (0/2) Deutschland (3/2) Ungarn (1/0) Italien (0/2) Lettland (0/1) Niederlande (4/4) | Norwegen (3/4) Polen (3/3) Rumänien (0/1) Russland (3/2) Schweiz (0/1) |

## Wettbewerbe
Bei der Mehrkampfeuropameisterschaft geht es über jeweils vier Distanzen. Die Frauen laufen 500, 3000, 1500 und 5000 Meter und die Männer 500, 5000, 1500 und 10.000 Meter. Jede gelaufene Einzelstreckenzeit wird in Sekunden auf 500 Meter heruntergerechnet und addiert. Die Summe ergibt die Gesamtpunktzahl. Die zwölf besten Frauen und Männer nach drei Strecken werden für die letzte Distanz zugelassen. Meister wird, wer nach vier Strecken die niedrigste Gesamtpunktzahl erlaufen hat.

### Frauen

#### Endstand Kleiner Vierkampf
- Zeigt die zwölf Finalteilnehmerinnen über 5000 Meter
  - Die Zahl in Klammern gibt die Platzierung je Einzelstrecke an, fett gedruckt die jeweils Schnellste.

| Rang | Name                   | 500 Meter  | Pkt.   | 3000 Meter   | Pkt.   | 1500 Meter   | Pkt.   | 5000 Meter   | Pkt.   | Gesamt- punkte |
| ---- | ---------------------- | ---------- | ------ | ------------ | ------ | ------------ | ------ | ------------ | ------ | -------------- |
| 1    | Martina Sáblíková      | 41,79 (14) | 41,790 | 4:16,09 (1)  | 42,681 | 2:03,64 (1)  | 41,213 | 7:22,38 (1)  | 44,238 | 169,922        |
| 2    | Claudia Pechstein      | 40,67 (5)  | 40,670 | 4:19,71 (3)  | 43,285 | 2:08,72 (10) | 42,906 | 7:34,51 (2)  | 45,451 | 172,312        |
| 3    | Ireen Wüst             | 40,21 (2)  | 40,210 | 4:22,59 (5)  | 43,765 | 2:06,36 (6)  | 42,120 | 7:43,59 (3)  | 46,359 | 172,454        |
| 4    | Linda de Vries         | 41,33 (9)  | 41,330 | 4:25,40 (7)  | 44,233 | 2:04,70 (2)  | 41,566 | 7:45,27 (4)  | 46,527 | 173,656        |
| 5    | Diane Valkenburg       | 41,56 (11) | 41,560 | 4:21,29 (4)  | 43,548 | 2:05,61 (4)  | 41,870 | 7:48,04 (5)  | 46,804 | 173,782        |
| 6    | Julija Skokowa         | 40,40 (3)  | 40,400 | 4:26,78 (10) | 44,463 | 2:05,18 (3)  | 41,726 | 8:02,16 (10) | 48,216 | 174,805        |
| 7    | Natalia Czerwonka      | 41,22 (8)  | 41,220 | 4:19,41 (2)  | 43,235 | 2:08,65 (9)  | 42,883 | 7:56,18 (8)  | 47,618 | 174,956        |
| 8    | Olga Graf              | 42,08 (15) | 42,080 | 4:26,08 (8)  | 44,346 | 2:07,93 (7)  | 42,643 | 7:52,54 (6)  | 47,254 | 176,323        |
| 9    | Annouk van der Weijden | 41,13 (6)  | 41,130 | 4:28,84 (12) | 44,806 | 2:08,15 (8)  | 42,716 | 8:00,32 (9)  | 48,032 | 176,684        |
| 10   | Isabell Ost            | 42,11 (16) | 42,110 | 4:22,65 (6)  | 43,775 | 2:11,68 (18) | 43,893 | 7:55,11 (7)  | 47,511 | 177,289        |
| 11   | Katarzyna Woźniak      | 41,59 (12) | 41,590 | 4:28,38 (11) | 44,730 | 2:09,56 (13) | 43,186 | 8:08,95 (11) | 48,895 | 178,401        |
| 12   | Hege Bøkko             | 41,48 (10) | 41,480 | 4:26,39 (9)  | 44,398 | 2:09,03 (11) | 43,010 | 8:35,95 (12) | 51,595 | 180,483        |

#### 500 Meter
| Platz | Name                   | Land        | Zeit    | Punkte |
| ----- | ---------------------- | ----------- | ------- | ------ |
| 1     | Karolína Erbanová      | Tschechien  | 39,87 s | 39,290 |
| 2     | Ireen Wüst             | Niederlande | 40,21 s | 40,210 |
| 3     | Julija Skokowa         | Russland    | 40,40 s | 40,400 |
| 4     | Jekaterina Lobyschewa  | Russland    | 40,62 s | 40,620 |
| 5     | Claudia Pechstein      | Deutschland | 40,67 s | 40,670 |
| 6     | Annouk van der Weijden | Niederlande | 41,13 s | 41,130 |
| 7     | Ida Njåtun             | Niederlande | 41,20 s | 41,200 |
| 8     | Natalia Czerwonka      | Polen       | 41,22 s | 41,220 |
| 9     | Linda de Vries         | Niederlande | 41,33 s | 41,330 |
| 10    | Hege Bøkko             | Norwegen    | 41,48 s | 41,480 |
|       |                        |             |         |        |
| 16    | Isabell Ost            | Deutschland | 42,11 s | 42,110 |
| 18    | Anna Rokita            | Österreich  | 42,32 s | 42,320 |
| 19    | Bente Kraus            | Deutschland | 43,07 s | 43,070 |

#### 3000 Meter
| Platz | Name              | Land        | Zeit        | Punkte |
| ----- | ----------------- | ----------- | ----------- | ------ |
| 1     | Martina Sáblíková | Tschechien  | 4:16,09 min | 42,681 |
| 2     | Natalia Czerwonka | Polen       | 4:19,41 min | 43,235 |
| 3     | Claudia Pechstein | Deutschland | 4:19,71 min | 43,285 |
| 4     | Diane Valkenburg  | Niederlande | 4:21,29 min | 43,548 |
| 5     | Ireen Wüst        | Niederlande | 4:22,59 min | 43,765 |
| 6     | Isabell Ost       | Deutschland | 4:22,65 min | 43,775 |
| 7     | Linda de Vries    | Niederlande | 4:25,40 min | 44,233 |
| 8     | Olga Graf         | Russland    | 4:26,08 min | 44,346 |
| 9     | Hege Bøkko        | Norwegen    | 4:26,39 min | 44,398 |
| 10    | Julija Skokowa    | Russland    | 4:26,78 min | 44,463 |
|       |                   |             |             |        |
| 13    | Bente Kraus       | Deutschland | 4:28,85 min | 44,808 |
| 14    | Anna Rokita       | Österreich  | 4:29,37 min | 44,895 |

#### 1500 Meter
| Platz | Name                   | Land        | Zeit        | Punkte |
| ----- | ---------------------- | ----------- | ----------- | ------ |
| 1     | Martina Sáblíková      | Tschechien  | 2:03,64 min | 41,213 |
| 2     | Linda de Vries         | Niederlande | 2:04,70 min | 41,566 |
| 3     | Julija Skokowa         | Russland    | 2:05,18 min | 41,726 |
| 4     | Diane Valkenburg       | Niederlande | 2:05,61 min | 41,870 |
| 5     | Jekaterina Lobyschewa  | Russland    | 2:06,01 min | 42,003 |
| 6     | Ireen Wüst             | Niederlande | 2:06,36 min | 42,120 |
| 7     | Olga Graf              | Russland    | 2:07,93 min | 42,643 |
| 8     | Annouk van der Weijden | Niederlande | 2:08,15 min | 42,716 |
| 9     | Natalia Czerwonka      | Polen       | 2:08,65 min | 42,883 |
| 10    | Claudia Pechstein      | Deutschland | 2:08,72 min | 42,906 |
|       |                        |             |             |        |
| 17    | Anna Rokita            | Österreich  | 2:11,38 min | 43,793 |
| 18    | Isabell Ost            | Deutschland | 2:11,68 min | 43,893 |
| 21    | Bente Kraus            | Deutschland | 2:14,29 min | 44,763 |

#### 5000 Meter
| Platz | Name                   | Land        | Zeit        | Punkte |
| ----- | ---------------------- | ----------- | ----------- | ------ |
| 1     | Martina Sáblíková      | Tschechien  | 7:22,38 min | 44,238 |
| 2     | Claudia Pechstein      | Deutschland | 7:34,51 min | 45,451 |
| 3     | Ireen Wüst             | Niederlande | 7:43,59 min | 46,359 |
| 4     | Linda de Vries         | Niederlande | 7:45,27 min | 46,527 |
| 5     | Diane Valkenburg       | Niederlande | 7:48,04 min | 46,804 |
| 6     | Olga Graf              | Russland    | 7:52,54 min | 47,254 |
| 7     | Isabell Ost            | Deutschland | 7:55,11 min | 47,511 |
| 8     | Natalia Czerwonka      | Polen       | 7:56,18 min | 47,618 |
| 9     | Annouk van der Weijden | Niederlande | 8:00,32 min | 48,032 |
| 10    | Julija Skokowa         | Russland    | 8:02,16 min | 48,216 |

### Männer

#### Endstand Großer Vierkampf
- Zeigt die zwölf Finalteilnehmer über 10.000 Meter.
  - Die Zahl in Klammern gibt die Platzierung je Einzelstrecke an, fett gedruckt der jeweils Schnellste.

| Rang | Name                  | 500 Meter  | Pkt.   | 5000 Meter   | Pkt.   | 1500 Meter   | Pkt.   | 10.000 Meter  | Pkt.   | Gesamt- punkte |
| ---- | --------------------- | ---------- | ------ | ------------ | ------ | ------------ | ------ | ------------- | ------ | -------------- |
| 1    | Sven Kramer           | 37,77 (12) | 37,770 | 6:31,82 (1)  | 39,182 | 1:53,98 (1)  | 37,993 | 13:45,05 (1)  | 41,252 | 156,197        |
| 2    | Jan Blokhuijsen       | 36,93 (3)  | 36,930 | 6:36,49 (2)  | 39,649 | 1:54,93 (3)  | 38,310 | 13:52,48 (2)  | 41,624 | 156,513        |
| 3    | Håvard Bøkko          | 37,25 (5)  | 37,250 | 6:40,60 (5)  | 40,060 | 1:56,35 (9)  | 38,783 | 14:02,83 (3)  | 42,141 | 158,234        |
| 4    | Koen Verweij          | 37,73 (10) | 37,730 | 6:41,42 (7)  | 40,142 | 1:55,42 (5)  | 38,473 | 14:05,98 (5)  | 42,299 | 158,644        |
| 5    | Alexis Contin         | 37,80 (13) | 37,800 | 6:38,08 (3)  | 39,808 | 1:57,58 (12) | 39,193 | 14:05,84 (4)  | 42,292 | 159,093        |
| 6    | Haralds Silovs        | 37,46 (6)  | 37,460 | 6:41,39 (6)  | 40,139 | 1:55,48 (6)  | 38,493 | 14:23,38 (9)  | 43,169 | 159,261        |
| 7    | Sverre Lunde Pedersen | 38,04 (17) | 38,040 | 6:44,64 (10) | 40,464 | 1:54,87 (2)  | 38,290 | 14:21,61 (8)  | 43,080 | 159,874        |
| 8    | Denis Juskow          | 38,46 (23) | 38,460 | 6:41,89 (8)  | 40,189 | 1:55,13 (4)  | 38,376 | 14:23,93 (10) | 43,196 | 160,221        |
| 9    | Ted-Jan Bloemen       | 37,84 (14) | 37,840 | 6:38,27 (4)  | 39,827 | 2:01,58 (23) | 40,526 | 14:08,83 (6)  | 42,441 | 160,634        |
| 10   | Bart Swings           | 38,81 (25) | 38,810 | 6:43,33 (9)  | 40,333 | 1:56,08 (8)  | 38,693 | 14:19,14 (7)  | 42,957 | 160,793        |
| 11   | Jan Szymański         | 37,48 (7)  | 37,480 | 6:47,61 (13) | 40,761 | 1:56,55 (10) | 38,850 | 14:41,24 (11) | 44,062 | 161,153        |
| 12   | Zbigniew Bródka       | 36,90 (2)  | 36,900 | 7:06,06 (23) | 42,606 | 1:55,98 (7)  | 38,660 | 14:44,55 (12) | 44,227 | 162,393        |

#### 500 Meter
| Platz | Name                        | Land        | Zeit    | Punkte |
| ----- | --------------------------- | ----------- | ------- | ------ |
| 1     | Konrad Niedźwiedzki         | Polen       | 36,89 s | 36,890 |
| 2     | Zbigniew Bródka             | Polen       | 36,90 s | 36,900 |
| 3     | Jan Blokhuijsen             | Niederlande | 36,93 s | 36,930 |
| 4     | Tommi Pulli                 | Finnland    | 37,14 s | 37,140 |
| 5     | Håvard Bøkko                | Norwegen    | 37,25 s | 37,250 |
| 6     | Haralds Silovs              | Lettland    | 37,46 s | 37,460 |
| 7     | Jan Szymański               | Polen       | 37,48 s | 37,480 |
| 7     | Benjamin Macé               | Frankreich  | 37,48 s | 37,480 |
| 9     | Kristian Reistad Fredriksen | Norwegen    | 37,51 s | 37,510 |
| 10    | Koen Verweij                | Niederlande | 37,73 s | 37,730 |
|       |                             |             |         |        |
| 11    | Bram Smallenbroek           | Österreich  | 37,75 s | 37,750 |
| 24    | Patrick Beckert             | Deutschland | 38,56 s | 38,560 |
| 26    | Moritz Geisreiter           | Deutschland | 39,33 s | 39,330 |
| 28    | Martin Hänggi               | Schweiz     | 40,32 s | 40,320 |

#### 5000 Meter
| Platz | Name                  | Land        | Zeit        | Punkte |
| ----- | --------------------- | ----------- | ----------- | ------ |
| 1     | Sven Kramer           | Niederlande | 6:31,82 min | 39,182 |
| 2     | Jan Blokhuijsen       | Niederlande | 6:36,49 min | 39,649 |
| 3     | Alexis Contin         | Frankreich  | 6:38,08 min | 39,808 |
| 4     | Ted-Jan Bloemen       | Niederlande | 6:38,27 min | 39,827 |
| 5     | Håvard Bøkko          | Norwegen    | 6:40,60 min | 40,060 |
| 6     | Haralds Silovs        | Lettland    | 6:41,39 min | 40,139 |
| 7     | Koen Verweij          | Niederlande | 6:41,42 min | 40,142 |
| 8     | Denis Juskow          | Russland    | 6:41,89 min | 40,189 |
| 9     | Bart Swings           | Belgien     | 6:43,33 min | 40,333 |
| 10    | Sverre Lunde Pedersen | Norwegen    | 6:44,64 min | 40,464 |
|       |                       |             |             |        |
| 11    | Patrick Beckert       | Deutschland | 6:45,22 min | 40,522 |
| 12    | Moritz Geisreiter     | Deutschland | 6:46,46 min | 40,646 |
| 18    | Bram Smallenbroek     | Österreich  | 7:00,69 min | 42,069 |
| 26    | Martin Hänggi         | Schweiz     | 7:09,80 min | 42,980 |

#### 1500 Meter
| Platz | Name                  | Land        | Zeit        | Punkte |
| ----- | --------------------- | ----------- | ----------- | ------ |
| 1     | Sven Kramer           | Niederlande | 1:53,98 min | 37,993 |
| 2     | Sverre Lunde Pedersen | Norwegen    | 1:54,87 min | 38,290 |
| 3     | Jan Blokhuijsen       | Niederlande | 1:54,93 min | 38,310 |
| 4     | Denis Juskow          | Russland    | 1:55,13 min | 38,376 |
| 5     | Koen Verweij          | Niederlande | 1:55,42 min | 38,473 |
| 6     | Haralds Silovs        | Lettland    | 1:55,48 min | 38,493 |
| 7     | Zbigniew Bródka       | Polen       | 1:55,98 min | 38,660 |
| 8     | Bart Swings           | Belgien     | 1:56,08 min | 38,693 |
| 9     | Håvard Bøkko          | Norwegen    | 1:56,35 min | 38,783 |
| 10    | Jan Szymański         | Polen       | 1:56,55 min | 38,850 |
|       |                       |             |             |        |
| 11    | Bram Smallenbroek     | Österreich  | 1:57,44 min | 39,146 |
| 16    | Patrick Beckert       | Deutschland | 1:59,08 min | 39,693 |
| 24    | Moritz Geisreiter     | Deutschland | 2:01,64 min | 40,546 |

#### 10.000 Meter
| Platz | Name                  | Land        | Zeit         | Punkte |
| ----- | --------------------- | ----------- | ------------ | ------ |
| 1     | Sven Kramer           | Niederlande | 13:45,05 min | 41,252 |
| 2     | Jan Blokhuijsen       | Niederlande | 13:52,48 min | 41,624 |
| 3     | Håvard Bøkko          | Norwegen    | 14:02,83 min | 42,141 |
| 4     | Alexis Contin         | Frankreich  | 14:05,84 min | 42,292 |
| 5     | Koen Verweij          | Niederlande | 14:05,98 min | 42,299 |
| 6     | Ted-Jan Bloemen       | Niederlande | 14:08,83 min | 42,441 |
| 7     | Bart Swings           | Belgien     | 14:19,14 min | 42,957 |
| 8     | Sverre Lunde Pedersen | Norwegen    | 14:21,61 min | 43,080 |
| 9     | Haralds Silovs        | Lettland    | 14:23,38 min | 43,169 |
| 10    | Denis Juskow          | Russland    | 14:23,93 min | 43,196 |